# Klutæ
Klutæ è un progetto musicale danese di musica industriale fondato nel 1991 dal musicista Claus Larsen, già frontman del gruppo Leæther Strip. Originariamente nominato Klute, dopo la pubblicazione dell'EP Excel entrò in una fase di stallo, terminata nel 2006 con l'uscita di Sinner per l'etichetta belga Alfa Matrix. In questa occasione il progetto fu ribattezzato Klutæ per evitare confusione con l'artista drum and bass Tom Withers, che con il nome d'arte Klute aveva in quegli anni acquisito una certa notorietà. 
Larsen descrisse il sound dei Klutæ come più "forte e divertente" rispetto a quello dei Leæther Strip, dal quale comunque inizialmente riprendeva lo stile electro-industrial mischiandolo con l'industrial metal e facendo uso di chitarre elettriche campionate.

## Discografia

### EP
- Explicit (1991)
- Excepted (1994)
- Excel (1996)
- Sinner (2006)
- Slippery When Dead (2011)

### Album
- Excluded (1993)
- Hit 'n' Run (2006)
- Electro Punks Unite (2011)
- EXEcution (2012)[1]
- Queer for Satan (Album, 2020)